# Akwaplanacja

Akwaplanacja koła napędzanego

Akwaplanacja (ang. aquaplaning, hydroplaning) – utrata przyczepności opony podczas jazdy po nawierzchni pokrytej wodą, spowodowana tworzeniem się warstwy wody między oponą a jezdnią. W rezultacie może wystąpić utrata kontroli nad pojazdem. O akwaplanację łatwo (między innymi) podczas jazdy w czasie albo po deszczu na asfaltowych nawierzchniach z wygniecionymi koleinami lub nierównościami, w których zbiera i długo się utrzymuje wystarczająco gruba warstwa wody.
Odczucia kierowcy podczas akwaplanacji są podobne jak podczas jazdy po oblodzonej nawierzchni. W podobny sposób należy też postępować: unikać gwałtownych ruchów kierownicą, a jeżeli hamowanie jest konieczne, należy (o ile samochód nie jest wyposażony w ABS) robić to delikatnie. W sytuacji intensywnego hamowania naciskać pedał hamulca pulsacyjnie (impulsowo).
Ryzyko wystąpienia akwaplanacji zwiększa się wraz ze wzrostem grubości warstwy wody na jezdni, prędkości pojazdu, szerokości opon, zmniejszeniem lub zabrudzeniem bieżnika opony.
Opony rowerowe ze względu na ich małą powierzchnię styku z podłożem oraz dużo większy nacisk i relatywnie małe prędkości nie ulegają zjawisku akwaplanacji. Nie znaczy to, że opona rowerowa nie może stracić przyczepności z podłożem na skutek najechania na mokry fragment jezdni bądź np. na plamę oleju, lód, mokre liście, rozsypany piasek itp.